# Vallivana
Vallivana és un llogaret del municipi de Morella, Ports. Està situada 22 km al sud-est de Morella, a l'extrem oriental de la dena de Coll i Moll. Es troba tot just al costat de la carretera N-232 que va de Vinaròs a Morella.

## Particularitats
L'any 1672, durant una epidèmia de pesta greu a Morella, estralls que els documents de l'època denominen "febres malignes", els ciutadans de Morella varen portar la Mare de Déu de Vallivana en processó dins de la ciutat. Tot seguit l'epidèmia va minvar. Des de llavors se celebren a Morella les famoses Festes Sexennals, en commemoració de la decisió presa el 14 de febrer de 1673 de celebrar una novena cada sis anys en acció de gràcies per la salvadora intercessió de la Mare de Déu de Vallivana quan Morella va patir aquesta epidèmia de pesta.
A Picassent (Horta Sud) van portar la Mare de Déu de Vallivana també per tal que ajudara els veïns amb la pesta i la van fer patrona de la ciutat. En l'actualitat Morella i Picassent són dos poblacions agermanades.
Aquesta petita caseria dona nom a la serra de Vallivana, que s'alça damunt del llogaret. La zona té l'extensió boscosa més important de tot el terme.
Hi ha també un restaurant i una casa del servei forestal. Les altres cases estan abandonades.
Cal no confondre Vallivana amb Vallibona, un altre indret de la mateixa zona situat al nord de la Serra del Turmell

## Llocs d'interès
- Capella de la Mare de Déu de Vallivana, patrona de Morella.
- Jaciment icnològic barranc de Vallivana, amb icnites del cretaci inferior.

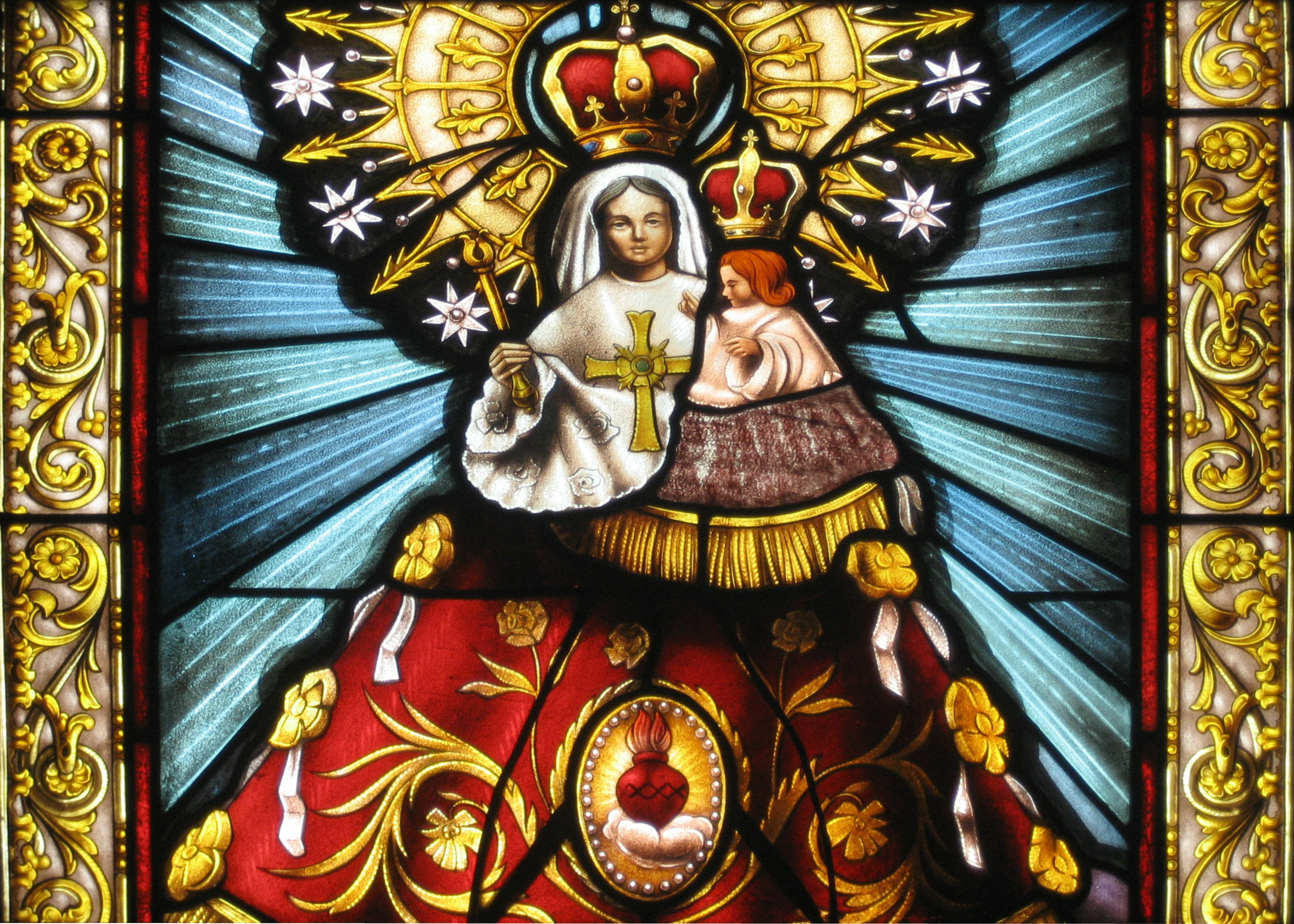
La verge de Vallivana representada a un vitrall de la parròquia de San José de Jatibonico, Cuba.

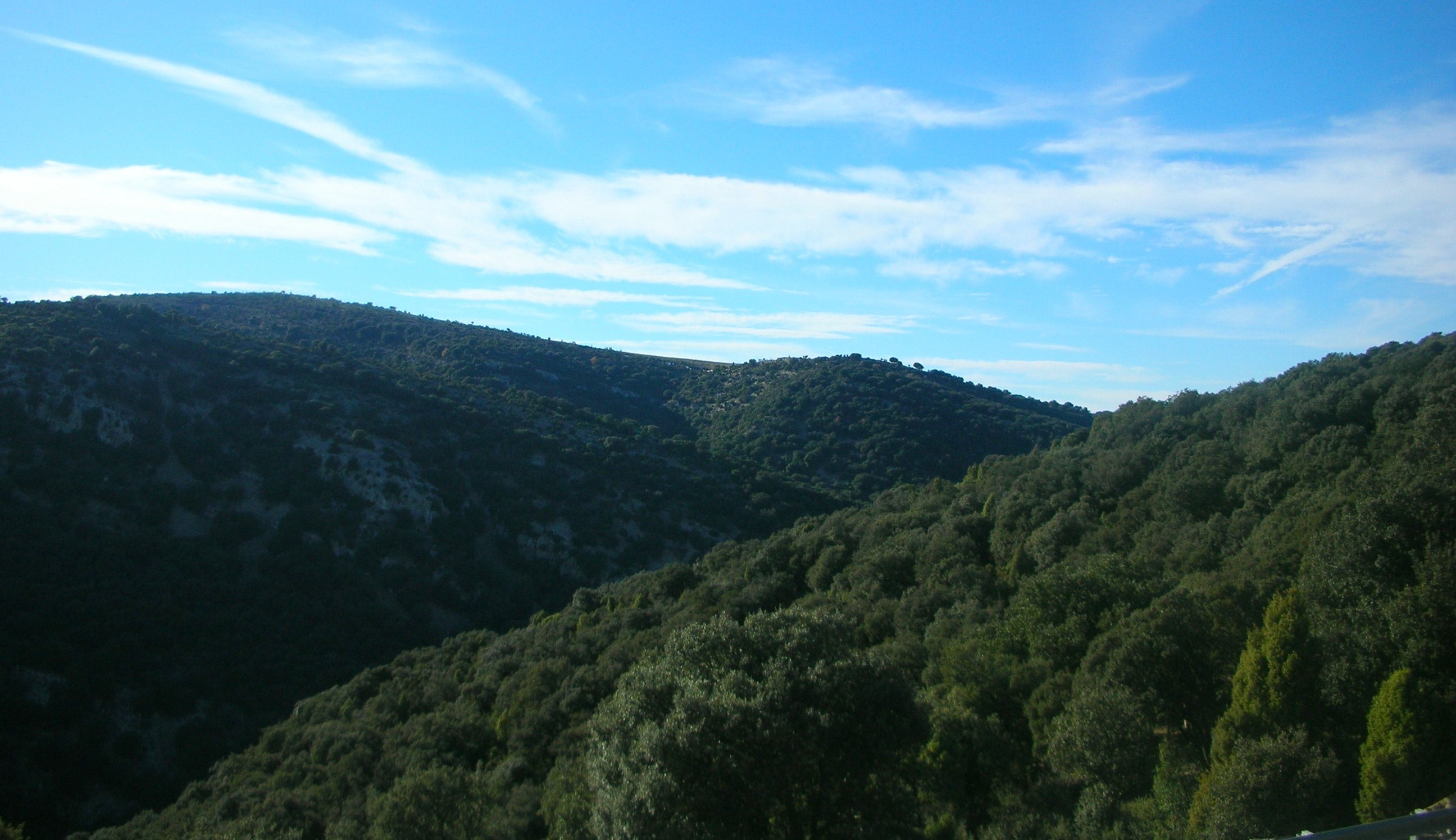
Aspecte de la serra de Vallivana